# Høstmørke
Høstmørke är det första studioalbumet av det norska black metal-bandet Isengard. Albumet utgavs 1995 av skivbolaget Moonfog Productions.

## Låtlista
1. "Neslepaks" – 5:31
2. "Landet og havet" – 1:07
3. "I kamp med Hvitekrist" – 4:57
4. "I ei gran borti Nordre Åsen" (instrumental) – 3:43
5. "Over de syngende øde moer" – 5:52
6. "Thornspawn Chalice" – 8:10
7. "Total Death" – 2:50

- Text och musik: Fenriz

## Medverkande
Musiker (Isengard-medlemmar)
- Fenriz (Gylve Fenris Nagell) – sång, alla instrument

Bidragande musiker
- Aldrahn (Bjørn Dencker Gjerde, från Dødheimsgard) – vokal (spår 1)
- Vicotnik (Yusaf Parvez, från Dødheimsgard) – vokal (spår 6)

Produktion
- Fenriz – producent, ljudtekniker, ljudmix
- Satyr (Sigurd Wongraven) – foto